# Departamento de Dogondoutchi
Dogondoutchi es un departamento situado en la región de Dosso, de Níger. En diciembre de 2012 presentaba una población censada de 372 473 habitantes. Está formado por las siguientes comunas o municipios, que se muestran asimismo con población de diciembre de 2012:
- Dan-Kassari 78,132
- Dogondoutchi 71,692
- Dogonkiria 65,990
- Kiéché 48,980
- Matankari 68,979
- Soucoucoutane 38,700[1]